# Археологический музей Пирея
Археологический музей Пирея (греч. Αρχαιολογικό Μουσείο Πειραιά) — археологический музей в Пирее, который в древности был военным и торговым центром. Коллекция музея состоит из находок из Пирея и побережья Аттики, охватывающих период от микенской до римской эпохи.
Музей занимает двухэтажное здание, которое с запада и юга обрамляет древний театр в Зее. Общая площадь музея 1394 м². Выставочные площади занимают десять залов двух этажей (1044 м²), а в подвале (350 м²) — мастерские по консервации глиняных, металлических и каменных предметов, а также запасник музея. Расположенное по соседству здание старого музея (330 м²) в настоящее время используется как склад скульптур, а на археологическом участке театра в Зее будет открыта выставка скульптур под открытым небом.

## История

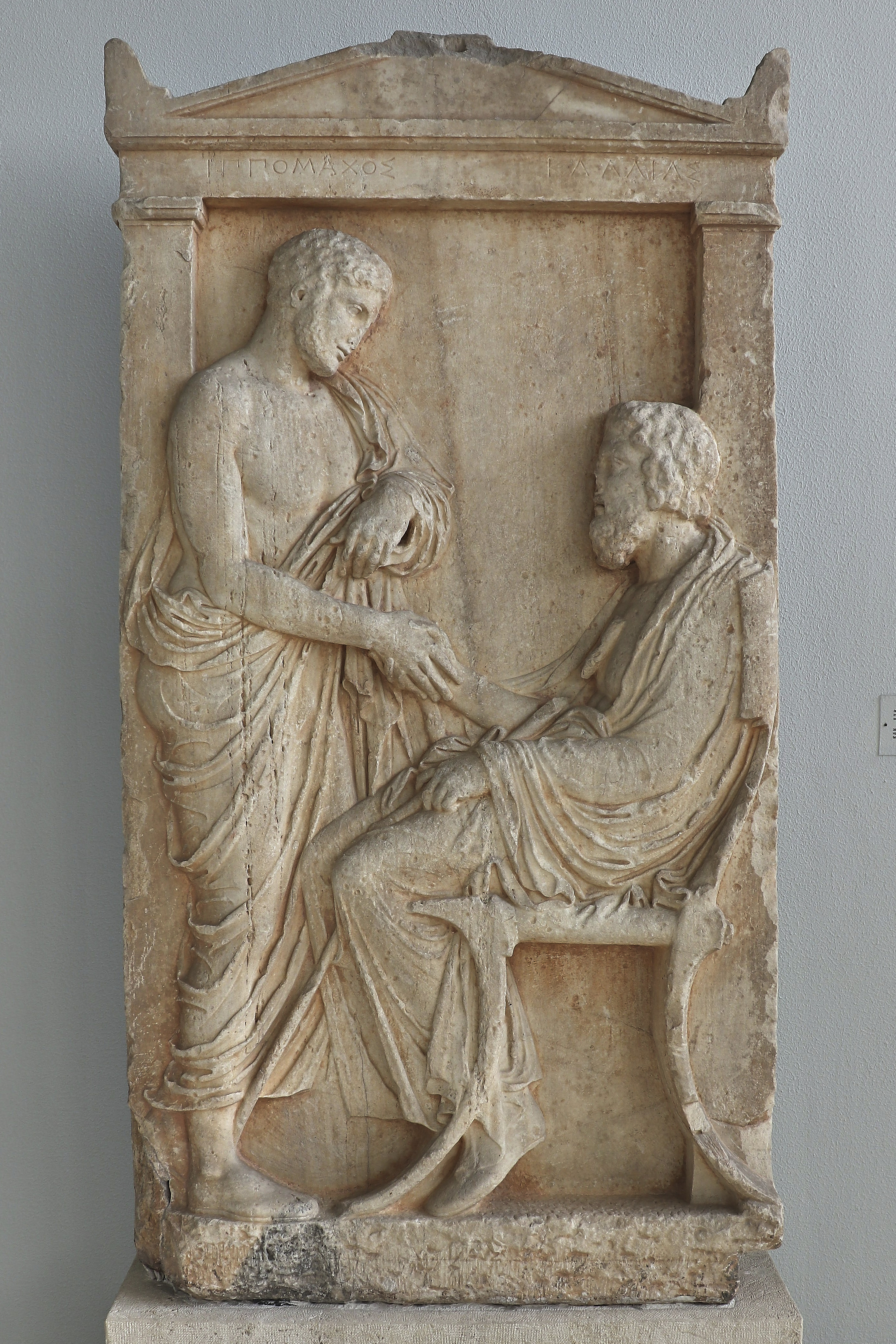
Надгробие IV века до н. э.

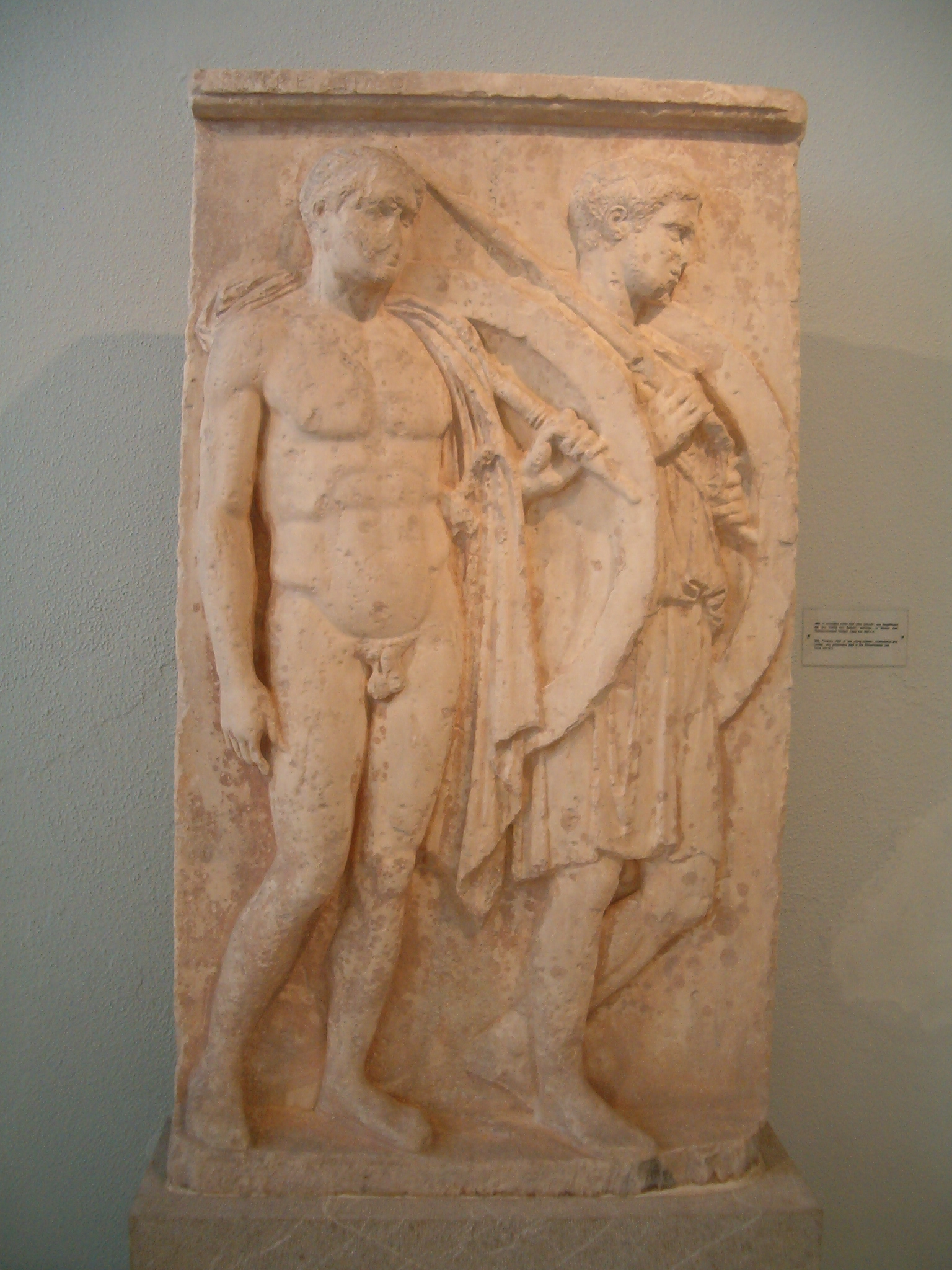
Надгробие конца V века до н. э.

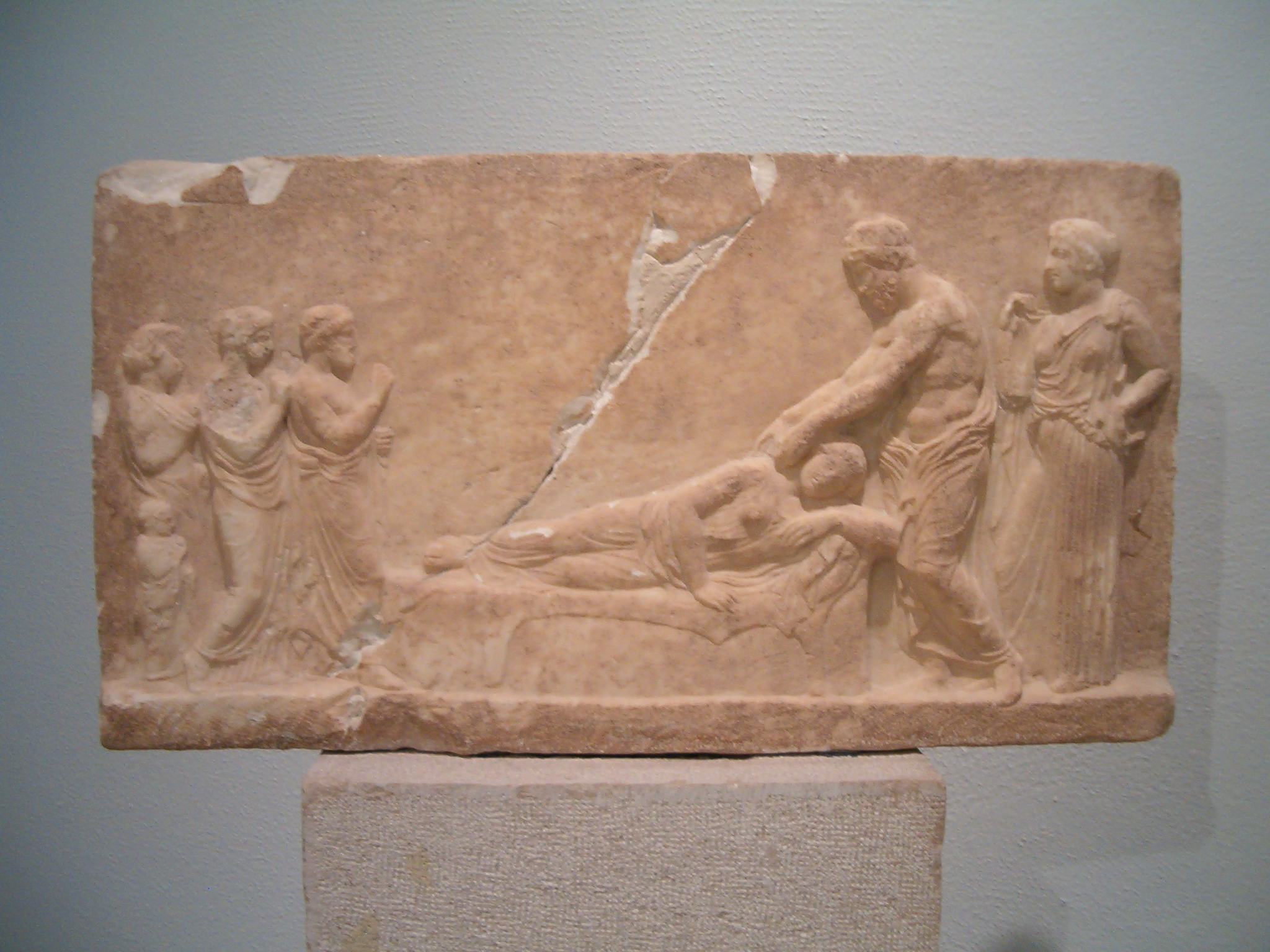
Вотивный барельеф из святилища Асклепия в Пирее

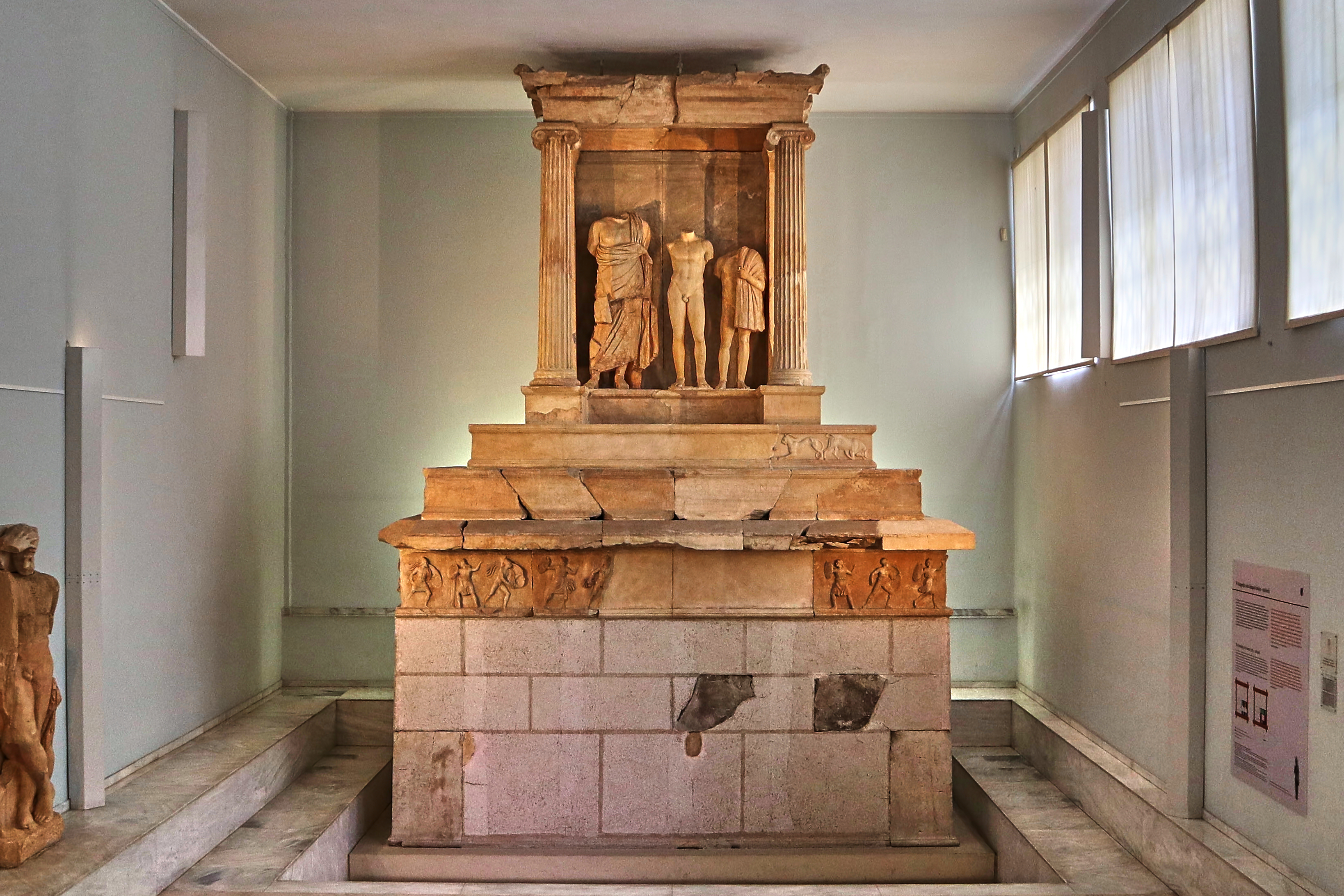
Надгробный памятник из Калитеи. IV век до н. э.

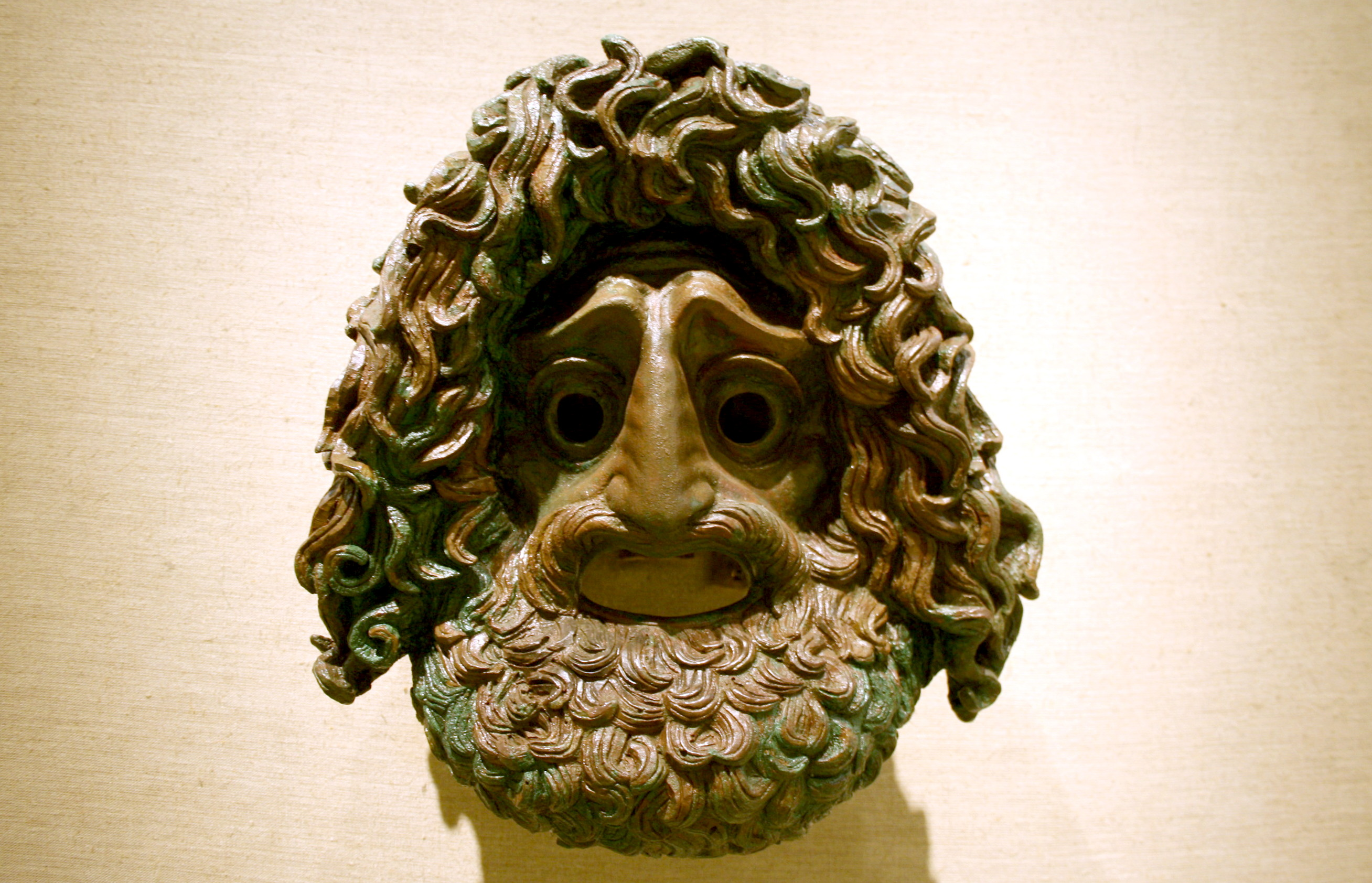
Бронзовая маска IV века до н. э.

Ядром музея стала коллекция надгробий с территории северного некрополя древнего Пирея, раскопанного археологом Иоаннисом Мелетопулосом, находки из раскопок Иаковоса Драгациса, а также случайные находки в Пирее. Эта небольшая коллекция первоначально размещалась в государственной средней школе. В 1935 году был основан Археологический музей Пирея, который размещался в небольшом здании к северу от театра в Зее.
Современный музей основан в 1966 году как расширение старого и открыт в 1981 году. Экспозиция организована под руководством Эфтимиоса Мастрокостаса, Ольги Александри (Όλγα Ε. Τζάχου-Αλεξανδρή) и Василиоса Петракоса. В 1982 году была проведена частичная реконструкция надгробного памятника из Калитеи.
До 1998 года постоянная экспозиция пополнялась под руководством Георгиоса Штайнхауэра. В ноябре 1998 года открыто новое здание музея, а старое превращено в склад скульптур.
Здание музея пострадало при землетрясении в сентябре 1999 года.

## Постоянная экспозиция
Постоянная экспозиция Археологического музея Пирея включает находки спасательных и систематических раскопок Пирея, Калитеи, Мосхатона, побережья Аттики до Варкизы, островов залива Сароникос и Киферы, а также две частные коллекции, коллекция Мелетопулоса-Номиду и коллекция Еруланоса. Это глиняные и бронзовые сосуды, статуэтки, мелкие предметы, украшения, музыкальные инструменты, бронзовые и мраморные статуи, вотивные и надгробные рельефы, которые хронологически охватывают длительный период с XVIII века до н. э. до IV века н. э. В основном это надгробные памятники. Некоторые экспонаты музея очень ценные, например, пирейские статуи, надгробный памятник из Калитеи, фигурки из минойского святилища Киферы и микенского святилища Мефаны.
Экспозиция разделена на тематические разделы, которые структурированы в хронологическом порядке. Экспозиция занимает в общей сложности десять залов на обоих этажах музея.
В вестибюле древний Пирей представлен как военно-морская база и торговый центр. Представлена деятельность агораномов и метрономов. Военный порт представляют бронзовый таран триремы, мраморный глаз триремы и каменный якорь, найденный в гавани Зея. Также здесь выставлены предметы, связанные с религиозной жизнью Аттики, архаическим храмом Зевса на Парнисе, храмом Артемиды Мунихии, а также ценные культовые статуэтки и небольшие предметы из минойского святилища на вершине Киферы.

Пирейские статуи
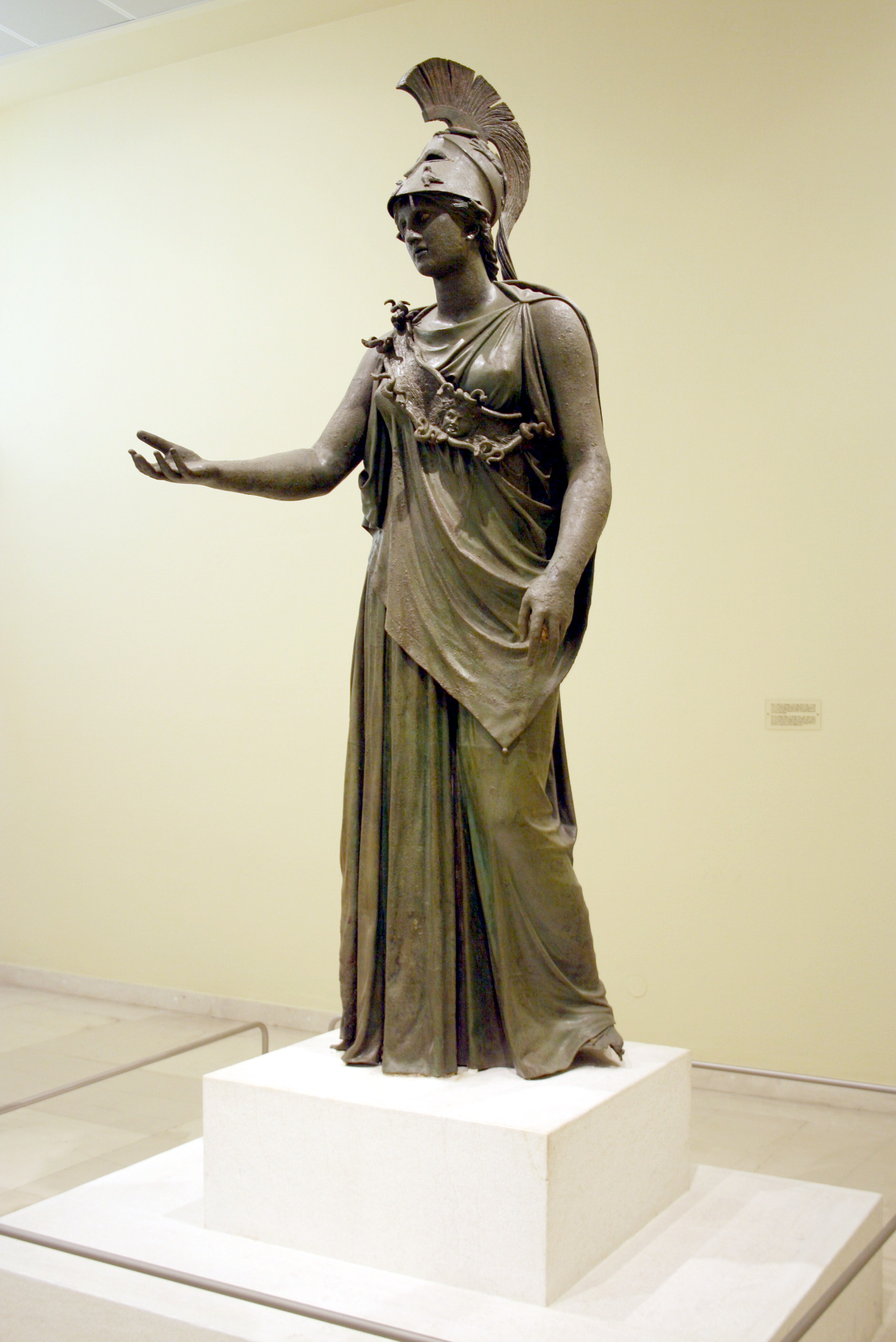
Афина Пирейская
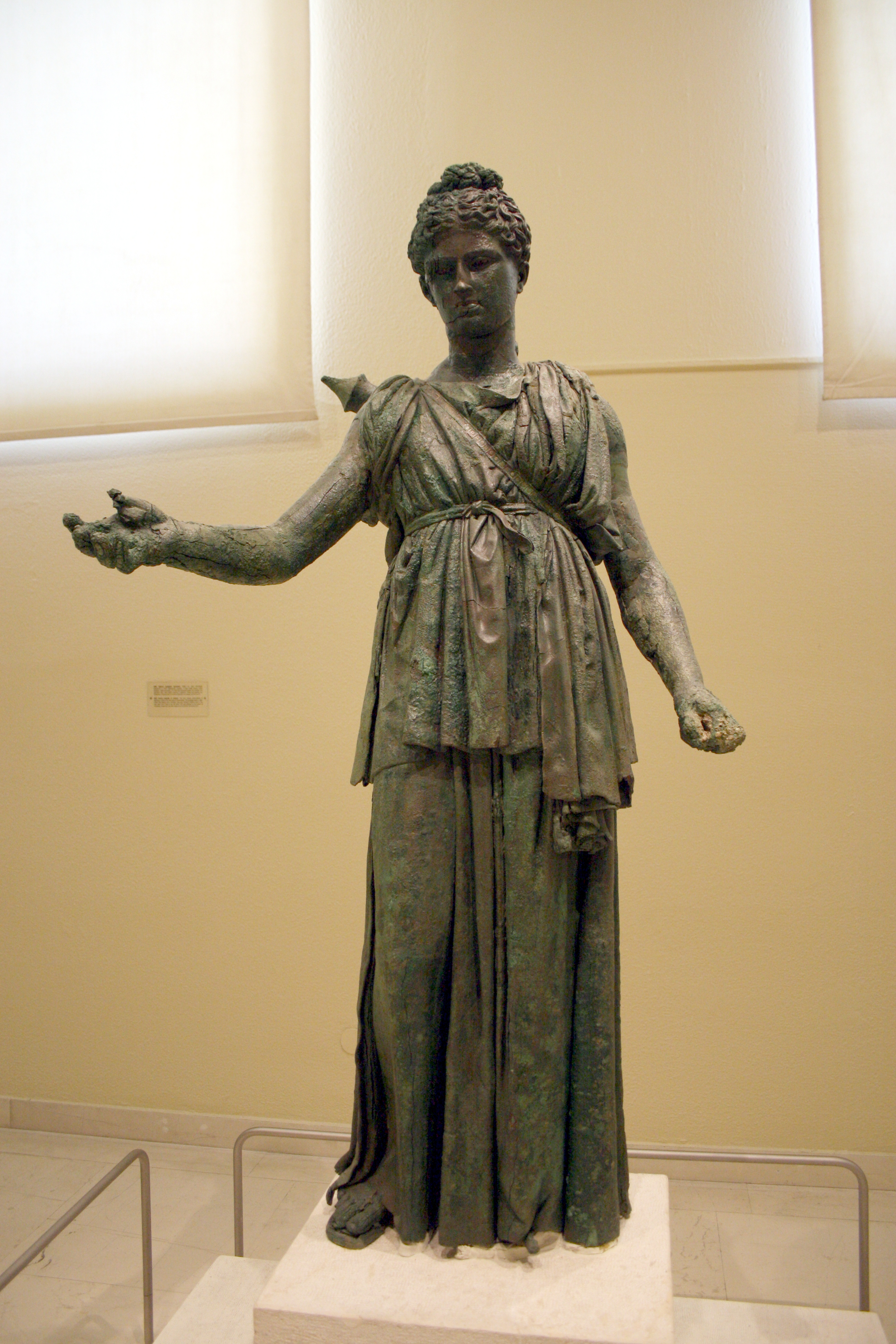
Артемида Пирейская («Малая Артемида»)
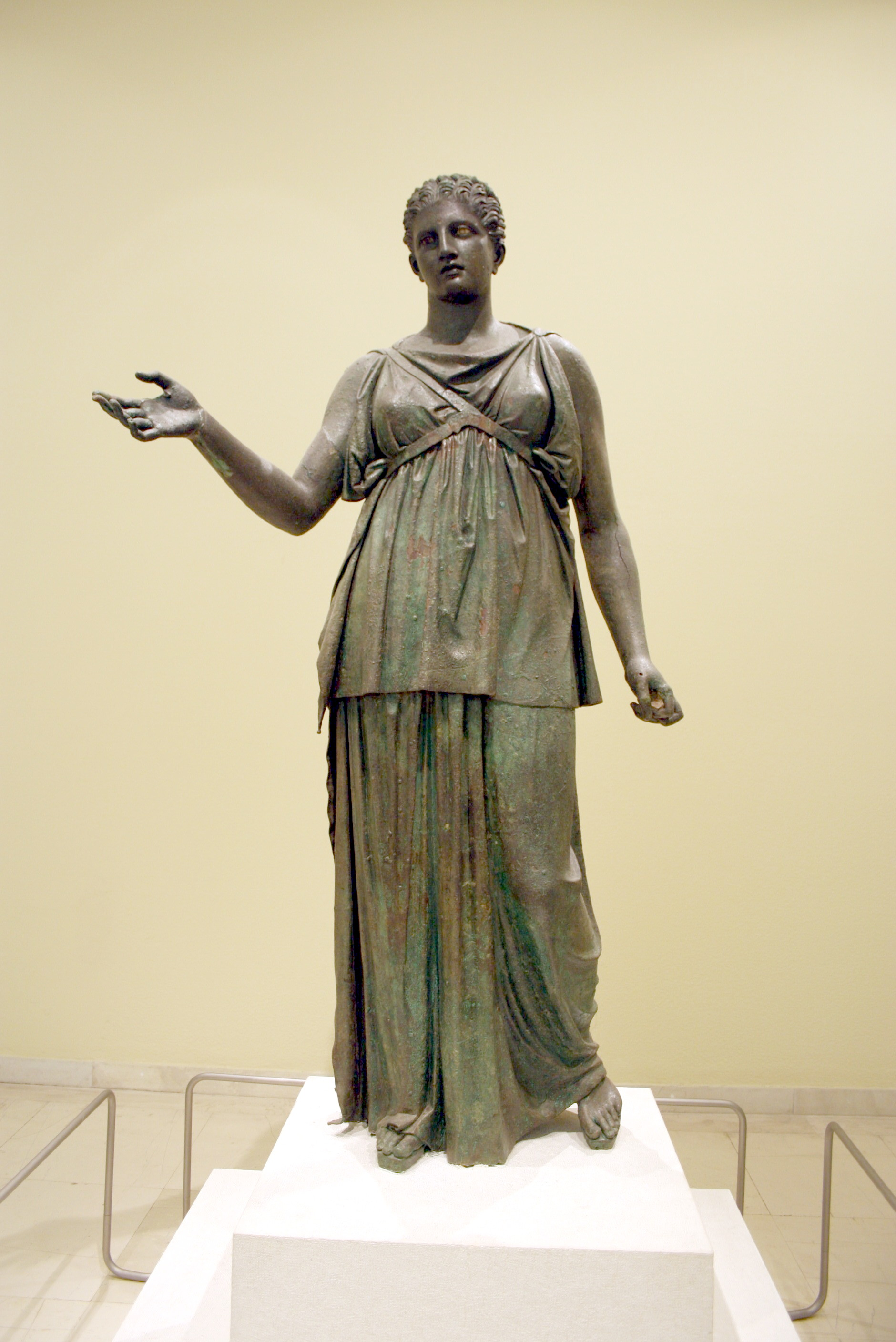
Артемида Пирейская («Великая Артемида»)
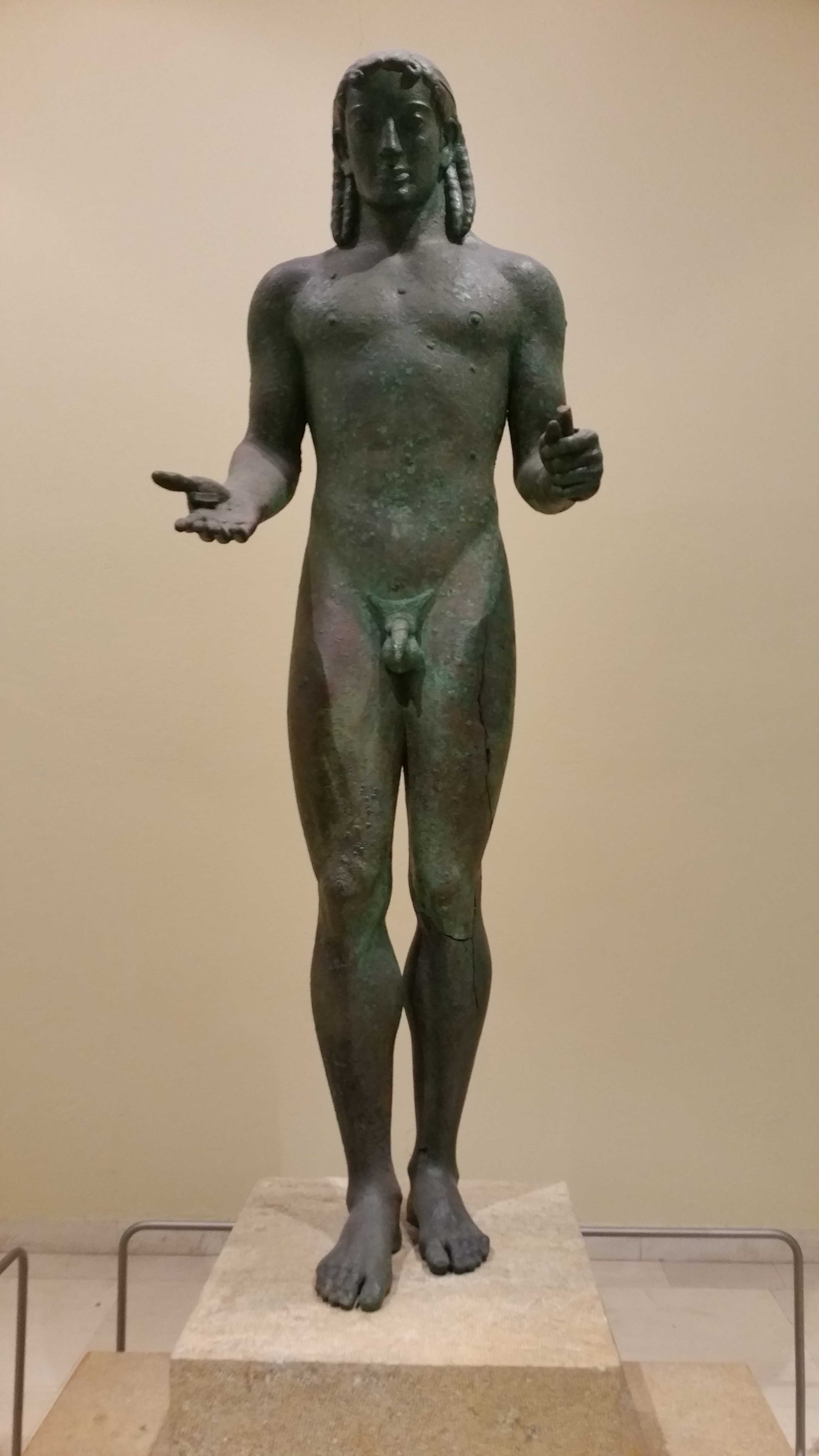
Аполлон Пирейский